# حديقة لبنان هيلز الإقليمية
حديقة لبنان هيلز الإقليمية؛ هي حديقة تقع في إيغان وأبل فالي بولاية مينيسوتا. وهي الأكبر في مقاطعة داكوتا،  تحتوي على الغابات والمراعي والمستنقعات والأراضي الرطبة. تشمل الأنشطة الشتوية التزلج والمشي بالأحذية الثلجية والتزحلق على الجليد وصيد الأسماك في الجليد والمشي لمسافات طويلة وركوب الدراجات الجبلية. تشمل الأنشطة الصيفية ركوب الدراجات الجبلية والتجديف بالكاياك والسباحة والتخييم وركوب الخيل والمشي لمسافات طويلة.

## تاريخ ومعلومات الحديقة
بدأت الحديقة عام 1967 بالاستحواذ على 80 أكر حول إحدى أكبر بحيراتها وهي بحيرة جنسن. ومع عمليات الاستحواذ الإضافية على الأراضي التي بلغ عددها أربعون رفعت مساحة الحديقة إلى 1,869 أكر (7.56 كـم2) بحلول عام 2015. تتكون الحديقة من ثلاثة عشر بحيرة وبركة. تسمح الممرات الموجودة في الحديقة بالمشي لمسافات طويلة وركوب الدراجات والتزلج وركوب الخيل. يوجد أيضًا موقع للتخييم ومركز للاستجمام. 

## مسارات الحديقة
يعتبر ممر مركز الزوار هو الممر الرئيسي والبوابة الرئيسية للمنتزه. يوفر المنتزه خدمة تأجير الزوارق وقوارب الكاياك وألواح التجديف في الصيف، وتأجير أدوات التزلج الريفي على الثلج وأحذية الثلوج والزلاجات في الشتاء، وبعض من برامج الطبيعة في المنتزهات، والبرامج الترفيهية، ومناطق التنزه مع معدات الشواء. بجوار مركز الزوار يوجد شاطئ بحيرة شولز، مع مرافق السباحة وتغيير الملابس أو الاستحمام. تشمل الفعاليات الخاصة في مركز الزوار حفلة ليلة رأس السنة الجديدة المناسبة للعائلة. 
يحتوي مسار الفروسية على موقف لمقطورات الخيول، وأكثر من عشرة أميال من المسارات المشجرة. يحتوي مسار بحيرة هولاند على رصيف لصيد الأسماك وملجأ للنزهات ومسارات متصلة ببقية نظام مسارات المنتزه. يحتوي مسار بحيرة جنسن على مناطق متعددة للتنزه، وملجأ كبير للنزهة، وملعب، ومسافة ميلين أي ما يقارب ثلاثة كيلو مترات ومئتين كيلو متر حلقة المشي لمسافات طويلة حول البحيرة.
بشكل عام، تضم الحديقة أكثر من أربعة عشر ميلًا من مسارات المشي لمسافات طويلة الصيفية واثني عشر ميلًا من المسارات الشتوية. 

### الممر الغربي / مسارات الدراجات الجبلية
بُنيت المسارات الأولى في نظام مسارات الدراجات الجبلية من قِبل تحالف من راكبي الدراجات على الطرق الوعرة في مقاطعة داكوتا ومينيسوتا (MORC). وبعد نجاح المسارات الأصليّة، تم توسيع النظام ليشمل ما يقرب من اثني عشر ميلًا من مسارات المبتدئين والمتوسطين والخبراء ومزدوجي الخبرة من سائقي الدراجات الجبلية. الممرات ، التي تقوم شركة التحالف لراكبي الدراجات على الطرق الوعرة MORC بصيانتها، هي في الأساس مسار فردي متين ولها العديد من المعيقات، بما في ذلك الجذور والحدائق الصخرية والأكوام الخشبية والحواجز والجسور. أُضيف موقف سيارات مرصوف وغرف تغيير الملابس والحمامات ومنطقة النزهة وحديقة مهارات ركوب الدراجات الجبليّة عام 2012.  

## جدل الممرات المعبدة
عام 2013، أصدرت الحديقة مسودّة خطة رئيسية تتضمن مساحة عشرة كيلو مترات، مسار مرصوف للمشي وركوب الدراجات والتزلج يربط مناطق منفصلة من المنتزه.  وفقًا لمسؤولي المقاطعة، سيكون المسار متوافقًا مع ADA، مما يسمح باستخدامه من قبل جميع الأعمار والقدرات. اعترضت بعض المجموعات، بما في ذلك فصلين من أودوبون مينيسوتا، على الخطة، قائلة إن المسار المعبّد من شأنه أن يدمر الجمال الطبيعي للحديقة والشعور بجمال الحياة البرية. عُدل المخطط بهدف تقليل عرض المسار ونقله إلى محيط المنتزه في معظم طوله. بالرغم من المعارضة المستمرة، صوّت مجلس مفوضي مقاطعة داكوتا بأغلبية خمسة أصوات مقابل صوتين للموافقة على المخطط المعدل.    اعتبارًا من عام 2018، توجد مسارات معبّدة فقط حول بحيرتي ماكدونو وشولتز على الجانب الشرقي من المنتزه، بقرب رأس مسار مركز الزوار. 

## حفار رماد الزمرد
عام 2014، اكتشف خنفساء تدعى حفار الرماد الزمردي في الحديقة. تم العثور على الخنفساء خلال مسح بصري روتيني وأكدها عالم الحشرات من وزارة الزراعة في ولاية مينيسوتا. لكن قبيل اكتشاف الخنفساء، حاول موظفو الغابات تقليل احتمالية الإصابة في الحديقة بواسطة معالجة بعض أشجار الدردار بالمبيدات الحشرية وإزالة أشجار أخرى. تخضع الحديقة الآن للحجر الصحي الفيدرالي ولمنع المزيد من انتشار الآفة. 

## خط أنابيب الغاز الطبيعي
عام 2016، تمت الموافقة لإنشاء خط أنابيب للغاز الطبيعي لعبور المنتزه في منطقة الأراضي الرطبة. وسيتبع خط الأنابيب، مشروع لشركة نورثرن للغاز الطبيعي، حيث أن الحقوق قائمة بالفعل. أثار المشروع القليل من القلق لأن تركيب خط الأنابيب سيعطل منطقة ذات تنوع بيئي كبير. بحسب منطقة الحفاظ على التربة والمياه في مقاطعة داكوتا، من غير المرجح أن يؤدي خط الأنابيب إلى تعطيل الأراضي الرطبة على المدى الطويل، وستستمر الخطة في انتظار موافقة اللجنة الفيدرالية لتنظيم الطاقة. 

## روابط خارجية
- حديقة لبنان هيلز الإقليمية
- راكبو الدراجات على الطرق الوعرة في مينيسوتا